# 張善孖

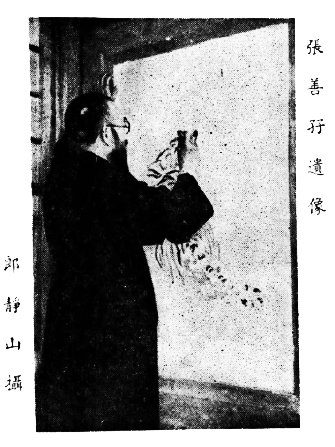
张善孖遗像（郎静山摄）

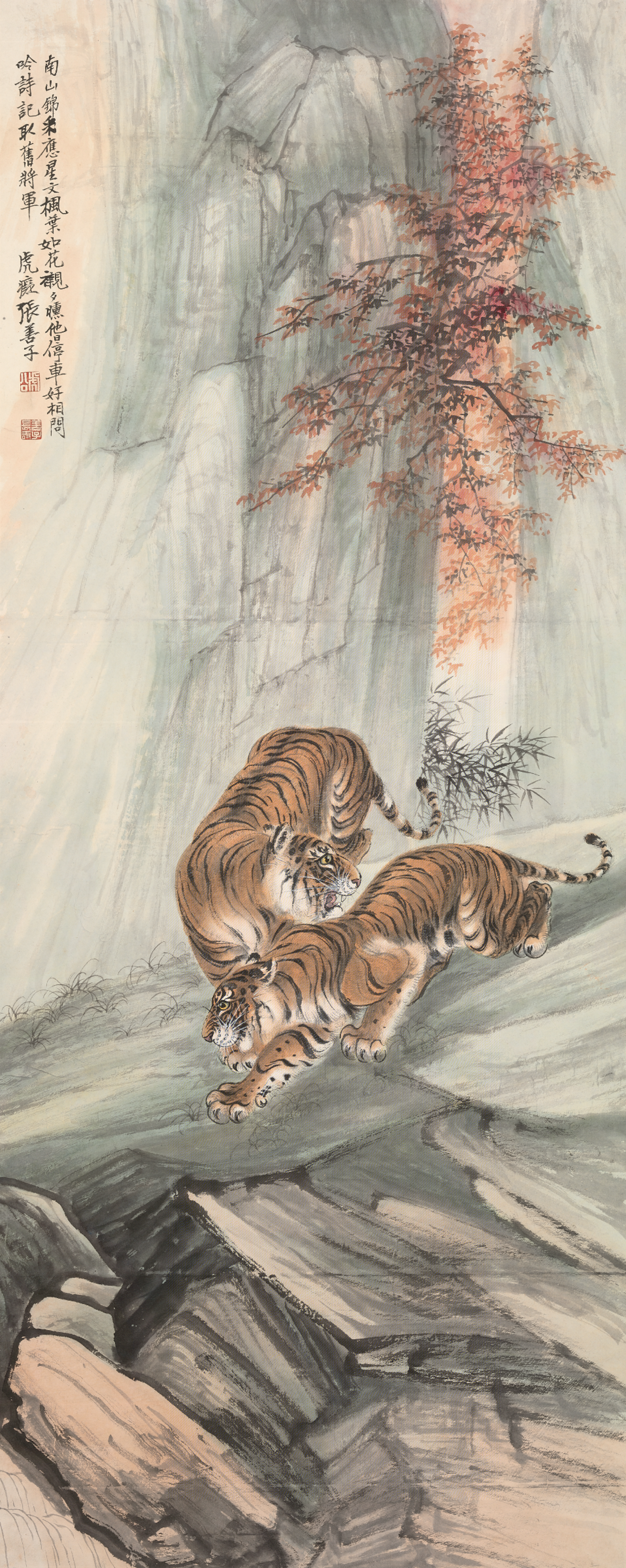
张善孖画虎图（北京故宫博物院藏）

張善孖（1882年7月12日—1940年10月20日），原名張正蘭，後改名張澤，字善孖，號虎痴，教名安琪，四川內江人，中國畫家，以畫虎聞名。

## 生平

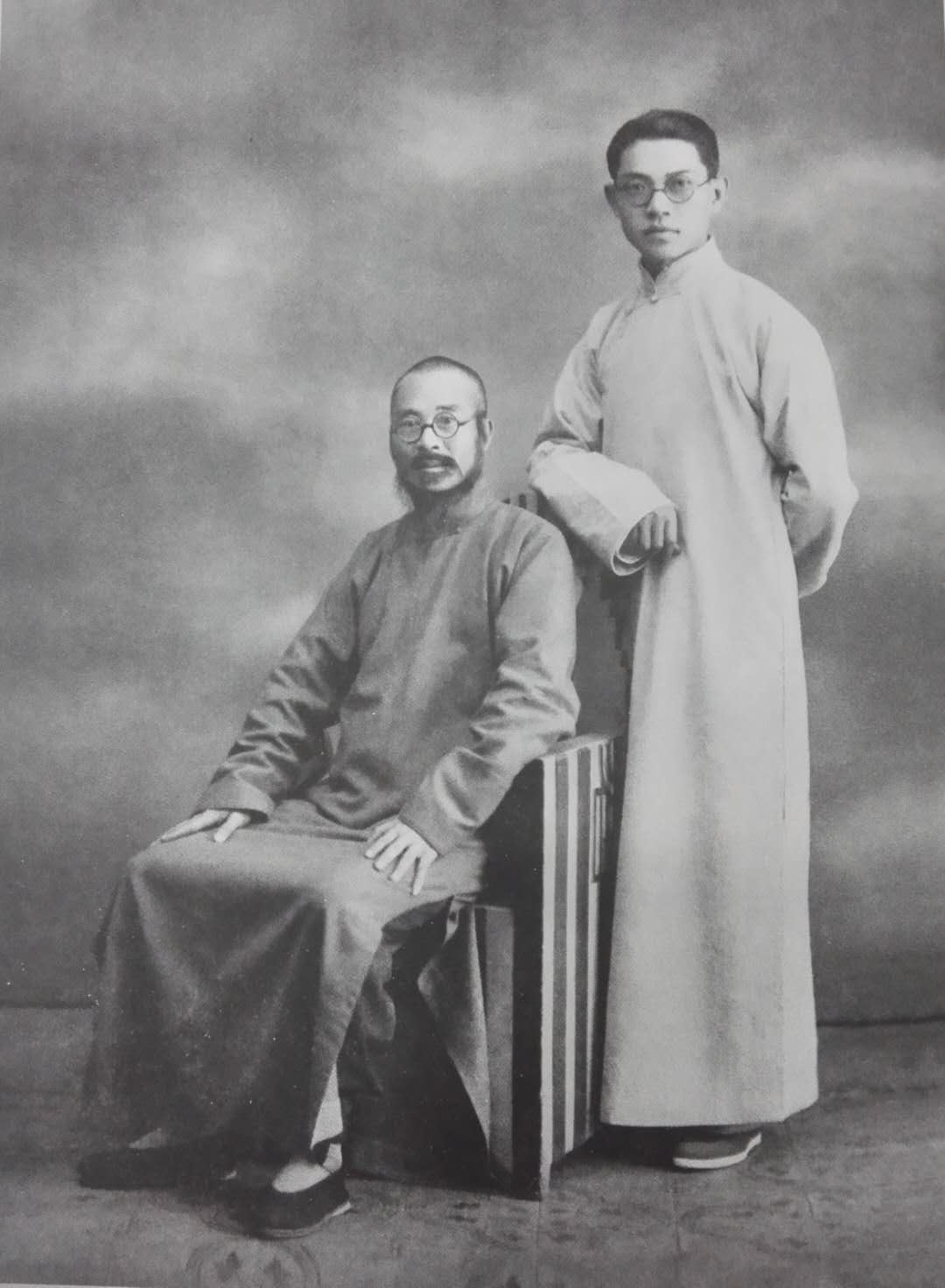
1935年胡爽盦拜张善孖为师留影

曾任教於上海美專。依其母親遺願，張善孖於1938年12月8日在雲南昆明受洗皈依羅馬天主教，儀式由南京教區主教于斌主持。1940年因心臟病逝世於重慶，于斌為他舉行了臨終聖事。同年10月30日在美國紐約市聖安德肋堂為他舉行了安魂彌撒。

## 家族
父張懷忠。母曾友貞，天主教徒，畫家。家中有兄弟十人，張善孖排行第二，弟張大千排行第八。

## 逸事
張善孖善畫虎，曾拜李瑞清門下，為了畫虎，曾在家中飼養老虎，因此號虎痴。
他善武術氣功，為自然門門下。